# Erebia unicolor
Erebia unicolor är en fjärilsart som beskrevs av Lingoblad 1944. Erebia unicolor ingår i släktet Erebia och familjen praktfjärilar. Inga underarter finns listade i Catalogue of Life.